# Gianfranco D’Angelo
Gianfranco D’Angelo (* 19. August 1936 in Rom; † 14. August oder 15. August 2021 ebenda) war ein italienischer Komiker und Schauspieler.

## Leben
Nach Versuchen in verschiedenen Berufen arbeitete D’Angelo mehrere Jahre als Angestellter der Telefongesellschaft SIP. Sein Theaterdebüt gab er 1963 am „Teatro delle Arti“ im Stück „I Teleselettivi“ und wechselte bald zum Teatro Cordino, wo er in Stücken von Maurizio Costanzo besetzt wurde. Nachfolgend entwickelte er auf Kabarettbühnen wie dem „Puff“ und „Bagaglino“ seine typischen Figuren: überforderte Buchhalter, pedantische Lehrer, doppelzüngige Politiker. Mit diesen gehörte er auch zwischen 1975 und 1983 neben Alvaro Vitali, Lino Banfi und Renzo Montagnani mit Auftritten in zahlreichen Filmen der italienischen Commedia sexy all'italiana zu den meistbesetzten männlichen Chargen.
1971 war er erstmals im Fernsehen zu sehen; die RAI verpflichtete ihn für „Sottovoce ma non troppo“. Etliche weitere Rollen, auch gegen seine übliche Typisierung, wie etwa als Kommissar in einer Folge der Reihe „La porta sul buio“, folgten. Nach dem zeitweiligen Wechsel zum Sender Fininvest 1983 führte er u. a. ab 1988 auf Italia 1 neben Ezio Greggio durch die Sendung „Striscia la notizia“, trat 1993 in der Sitcom „Casa dolce casa“ auf und als Gast etlicher anderer Sendungen. Später folgten u. a. eine Kochsendung, die Teilnahme an der italienischen Version von Das Supertalent und 2017 eine Theatertournee mit „Quattro donne e una canaglia“ neben Corinne Cléry, Barbara Bouchet und Marisa Laurito.
1978 und 1979 war er einer der Kommentatoren des Giro d’Italia.
D’Angelo gewann vier Mal einen Telegatto und 2001 einen „Delfino d’oro“ für sein Lebenswerk.
Es erschienen auch einige wenige Platten mit D’Angelo.

## Privates
D’Angelo war verheiratet und hatte zwei Töchter. Er starb Mitte August 2021 nach kurzer Krankheit im Gemelli-Krankenhaus in Rom.

## Filmografie (Auswahl)
- 1970: Lady Barbara
- 1970: Meteore auf dem Asphalt (Bolidi sull'asfalto – A tutta birra!)
- 1974: Herr General, Sie könn’ uns mal (4 marmittoni alle grandi manovre)
- 1974: Jacopetti: Mondo Candido (Mondo candido)
- 1975: Die Bumsköpfe (L'insegnante)
- 1975: Flotte Teens und heiße Jeans (La liceale)
- 1975: Schüler lieben hübsche Hasen (Grazie… nonna)
- 1976: Die frechen Teens drehen ein neues Ding (Classe mista)
- 1976: Die Knallköpfe der 6. Kompanie (La dottoressa del distretto militare)
- 1976: Politess im Sitten-Stress (La poliziotta fa carriera)
- 1977: Schieß du… ich hol' Verpflegung (Kekkientruppen)
- 1977: Süsse Sechzehn – Sweet Sixteen (La compagna di banco)
- 1977: Taxi Girl
- 1978: Flotte Teens jetzt ohne Jeans (La liceale nella classe dei ripetenti)
- 1978: Flotte Teens und die neue Schulmieze (L'insegnante va in collegio)
- 1978: Die trüben Tassen der Stube 9 (La soldatessa alle grandi manovre)
- 1980: Ein nackter Po im Schnee (La settimana bianca)
- 1982: Kommt pudelnackt, das Erbe lacht (Giovani, belle… probabilmente ricche)
- 1982: Schneefickchen und die Sex-Zipfelzwerge (Biancaneve & Co…)